# Débora Falabella
Débora Lima Falabella (Belo Horizonte, 22 februari 1979) is een Braziliaans actrice in films, theater en televisie.

## Biografie
Débora Lima Falabella werd in 1979 geboren in Belo Horizonte en vanaf twaalfjarige leeftijd acteerde ze al in het amateurtheater van haar woonplaats. Drie jaar later had ze haar eerste professionele theaterrol in Flicts van Ziraldo Alves Pinto. Falabella startte met studies reclame maar brak haar studies voortijdig af toen ze beter aanbiedingen kreeg.

### Carrière
Ze kreeg in 1998 haar eerste televisierol in de adolescentenserie Malhação voor de grootste commerciële televisiezender van Zuid-Amerika Rede Globo. Falabella keerde terug naar haar geboortestad waar ze opnieuw rollen in het theater speelde. Haar rol in de telenovela Um Anjo Caiu do Céu in 2001 zorgde voor haar doorbraak op televisie. Datzelfde jaar speelde ze haar eerste filmrol in de korte film Françoise waarvoor ze bekroond werd als beste actrice op de Festival de Cinema de Brasília, het Festival do Rio en het Festival de Gramado. Falabella bleef acteren zowel in films, theater als voor televisie. Ze werd meerdere malen genomineerd voor de meest prestigieuze Braziliaanse televisieprijs Prêmio Contigo! de TV en behaalde in 2003 de belangrijkste nationale filmprijs Grande Prêmio do Cinema Brasileiro voor beste actrice voor haar rol van Paco/Rita in 2 Perdidos numa Noite Suja.

### Privaat leven
Falabella is de dochter van de acteur Rogério Falabella en zangeres Maria Olympia en de zuster van actrice Cynthia Falabella. Ze huwde in mei 2005 met de muzikant Chuck Hippolytus, met wie ze in 2009 een dochter kreeg. Het echtpaar scheidde in november 2010. Falabella woont sinds 2012 samen met acteur Murilo Benício.

## Prijzen en nominaties
De belangrijkste:
| Jaar | Prijs                              | Categorie     | Film                       | Uitslag     |
| ---- | ---------------------------------- | ------------- | -------------------------- | ----------- |
| 2012 | Grande Prêmio do Cinema Brasileiro | Beste actrice | Meu País                   | Genomineerd |
| 2004 | Grande Prêmio do Cinema Brasileiro | Beste actrice | 2 Perdidos numa Noite Suja | Gewonnen    |